# Actually, I Am...
Actually, I Am... (実は私は, Jitsu wa watashi wa) est un manga écrit et dessiné par Eiji Masuda. Il a été publié de janvier 2013 à février 2017 dans le magazine Weekly Shōnen Champion de l'éditeur Akita Shoten avant d'être commercialisé. Les 22 tomes ont été adaptés en anime, produits par le studio TMS Entertainment et diffusés à partir du 7 juillet 2015 sur TV Tokyo au Japon, et en simulcast sur J-One et Anime Digital Network dans les pays francophones.

## Synopsis
Asahi Kuromine, un lycéen incapable de garder des secrets, surprend une de ses camarades de classe, Yoko Shiragami, déployer une grande paire d'ailes. Il apprend alors que Yōko est une vampire, et que son père menace de la changer d'établissement si son identité venait à être découverte. Yōko étant particulièrement distraite, elle peine à garder son secret, d'autant plus que Mikan, l'ami d'enfance d'Asahi, ne cesse d'insister pour en savoir plus à son sujet. Asahi découvrira par la suite que d'autres filles dans son école gardent également de lourds secrets, ce qui rendra sa tâche de confident d'autant plus difficile.

## Personnages
Asahi Kuromine (黒峰 朝陽, Kuromine Asahi)
Voix japonaise : Natsuki Hanae
Asahi est un lycéen de deuxième année incapable de garder un secret, ce qui lui vaut le surnom de « panier percé ». Il découvre que Yoko, une de ses camarades de classe dont il est amoureux, est une vampire, en la voyant déployer ses ailes après l'école. Il se retrouve donc obligé de garder son secret, de peur qu'elle ne soit contrainte de quitter l'école et sa vie actuelle. Tout au long de la série, il apprend les secrets de ses autres camarades de classe et constate que les gens autour de lui ne sont pas ce qu'ils paraissent être. Souvent contraint de prétendre être droit dans des situations de plus en plus absurdes, Asahi agit fréquemment comme un narrateur à travers ses monologues intérieurs. Il est également sujet à des saignements de nez lorsqu'il est confronté à des situations gênantes, ce qui lui vaudra d'être surnommé "Eromine" par Yōko. Asahi a une petite sœur.
Yōko Shiragami (白神 葉子, Shiragami Yōko)
Voix japonaise : Yū Serizawa
Yōko est une camarade de classe d'Asahi et la fille d'un être humain et d'un vampire. Même si elle possède de longues canines, ses autres caractéristiques vampiriques sont atténuées. Ainsi, elle ne peut pas bronzer au soleil et se sent coupable d'entrer dans une pièce sans y avoir été invitée. Elle a un accent du Kansai, mais elle parle peu afin de ne pas montrer ses dents. Bien que la lumière du soleil représente un léger danger pour elle, elle n'a jamais essayé de mettre de la crème solaire. D'apparence hautaine, elle possède une personnalité pétillante et distraite. Son rêve est de devenir un jour une "beauté froide". Bien qu'initialement amie d'Asahi, elle développe des sentiments pour lui, mais les garde secrets car elle pense qu'Asahi en aime une autre : Nagisa Aizawa. Yōko a aussi souvent faim, car elle ne déjeune pas par peur de montrer ses dents.
Mikan Akemi (朱美 みかん, Akemi Mikan)
Voix japonaise : Reina Ueda
Mikan est une amie d'enfance d'Asahi qui s'amuse à l'intimider sans relâche. Elle est la présidente du Club Journal, et a utilisé sa position pour le transformer en un tabloïd de supermarché. La plupart du temps, cependant, les membres du Club Journal font tout le travail à sa place. Elle est secrètement amoureuse d'Asahi, mais percevant son manque de féminité comme une barrière insurmontable, elle se contente de le taquiner. Ce manque crée souvent des situations embarrassantes pour Asahi, comme enlever sa chemise lorsqu'elle a chaud. Elle porte de fausses lunettes qu'Asahi avait gagnées lors d'un carnaval quand ils étaient plus jeunes. Ces lunettes deviendront le lieu de résidence d'un génie qui pourra alors communiquer avec Mikan. Mikan a deux petits frères.
Nagisa Aizawa (藍澤 渚, Aizawa Nagisa)
Voix japonaise : Inori Minase
Nagisa est une camarade de classe d'Asahi et de Yōko, et est également un alien dans un exosquelette robotisé, avec un écrou-boulon dans la tête. Ce boulon pourrait être un moyen de s'apercevoir qu'elle n'est pas humaine, mais personne ne semble suspecter quoi que ce soit. Asahi était amoureux de Nagisa avant le début de la série, mais elle l'a rejeté, pensant que son secret serait découvert s'ils entretenaient une relation. Comme la plupart des amis d'Asahi, elle le sait amoureux de Yōko, mais elle développe malgré tout des sentiments pour lui. Pensant que Yōko serait heureux avec Asahi, elle n'a donc jamais évoqué ses propres sentiments pour lui, conduisant ainsi à de nombreux malentendus. Son espèce est militariste, ce qui explique son utilisation fréquente de terminologie militaire pour décrire les choses. Son exosquelette fonctionne sur une batterie interne qui doit être constamment rechargée avec une prise secteur et qui tombe à de nombreuses reprises en panne, créant des effets comiques. Elle est généralement très méticuleuse et sérieuse dans ses actions, mais perd son sang-froid face à des situations embarrassantes. Nagisa a un frère aîné, Ryō, qu'elle respecte et admire, malgré son manque de fiabilité au début de la série. Étant un petit alien, elle porte toujours les mêmes vêtements sur son exosquelette.
Shiho Shishido (紫々戸 獅穂, Shishido Shiho) / Shirō (獅狼)
Voix japonaise : Aya Uchida
Shishido, un loup-garou est l'ami d'enfance de Yōko. Il apparaît initialement sous le nom de Shirō, un homme intimidant avec des dents pointues. À la pleine lune, il se transforme en Shiho, un plantureux pervers autoproclamé, qui prend le contrôle de son corps, bien que Shirō reste conscient. Il est amoureux de Yōko et tente de découvrir si Asahi est au courant de son secret. Shiho, quant à lui amoureux d' Asahi, s'amuse souvent de manière perverse. Il essaie de forcer Yōko à admettre ses vrais sentiments envers Asahi, tout en s'exhibant devant ce dernier. Son père est aussi un loup-garou et sa mère n’apparaît que sous la forme d'une silhouette nommée la "Femme perverse charismatique".
Rin Kiryūin (黄龍院 凜, Kiryūin Rin)
Akane Kōmoto (紅本 茜, Kōmoto Akane)
Voix japonaise : Mao Ichimichi
C'est la principale du lycée d'Asahi et un démon âgé de mille ans, bien que son apparence soit celle d'une jeune fille aux cornes démoniaques. Malgré son âge, elle est souvent prompte à manifester des tendances enfantines, comme s'amuser à jouer des tours aux personnes de l'école et devenir rapidement excitée à chaque fois qu'elle croit que des bonbons sont à proximité. Elle aime particulièrement tourmenter d'Akari, et le fait à chaque fois qu'elle en a l'occasion. Grâce à ses pouvoirs de démon, Akane est capable de se transformer et de transformer d'autres personnes autour d'elle. Akane peut également se démultiplier. Elle était la professeure des parents de Yōko quand ils étaient élèves dans son lycée.
Akari Kōmoto (紅本 明里, Kōmoto Akari)
Voix japonaise : Emi Nitta
Professeure principale de la classe d'Asahi, Akari est une ancienne délinquante connue sous le nom d'"Akari aux milliers de visites" en raison de sa réaction violente après avoir été rejetée par plusieurs garçons dans différentes écoles. Elle est l'arrière-arrière-petite-fille d'Akane, et même si elle n'a pas hérité de pouvoirs démoniaques, son tempérament colérique et sa capacité de combat lui permettent de canaliser la mauvaise conduite d'Akane. Consciente des différents secrets des élèves de sa classe, elle tente se poser en figure d'autorité fiable. Cependant, elle se retrouve souvent dans des situations loufoques causées par sa consommation excessive d'alcool, son souhait quasi irréalisable de voir un homme parfait apparaître devant elle sur un cheval blanc et l'épouser est la malice démoniaque d'Akane. Elle est plus tard appelée Akari-chan par Yōko, qui en vient à la considérer comme son égale, plutôt que juste comme une enseignante (voir le système des suffixes de politesse japonais).
Karen Shirogane (銀 華恋, Shirogane Karen)
Okada (岡田, Okada), Sakurada (桜田, Sakurada) et Shimada (嶋田, Shimada)
Voix japonaise : Daisuke Hirakawa, Wataru Hatano, Hiro Shimono
Ce sont trois amis d'Asahi. Okada porte des lunettes et est souvent vu avec une brique de jus de fruit à la bouche. Shimada tente souvent de draguer diverses camarades de classe de sexe féminin (et notamment de draguer Ryō, le frère aîné de Nagisa, qui habite un corps à l'apparence féminine), mais avec peu de succès. Sakurada est plus jeune qu'il ne semble l'être, et il est souvent souriant. Tous les trois essayent de soutenir Asahi, mais ils se moquent souvent de son incapacité à garder un secret. Leurs prénoms sont inconnus.
Genjirō Shiragami (白神 源二郎, Shiragami Genjirō) et Tōko Shiragami (白神 桐子, Shiragami Tōko)
Voix japonaise : Rikiya Koyama and Voix japonaise : Yōko Hikasa
Le père et la mère de Yōko, qui ont eu une histoire d'amour similaire à celle de Yōko et Asahi au lycée. Genjirō est un vampire balafré de 4 mètres de haut disposant d'une aura intimidante. Il veut protéger sa fille de tout, bien qu'il tente d'apparaître lointain et indifférent. Tōko est une femme de taille humaine normale qui finit souvent par maîtriser le comportement de Genjirō à l'aide de divers objets contondants.
Ryō Aizawa (藍澤 了, Aizawa Ryō)
Ryō est le frère aîné de Nagisa. Tout comme sa sœur, il se déplace dans un exosquelette de taille humaine. Son exosquelette prend l'apparence du corps d'une jeune fille « fantôme » de façon que Nagisa ne sache pas qu'il est là. Il est généralement la victime de flirts continuels de la part de Shimada, au point même qu'il essaiera presque de l'embrasser.

## Manga
Le manga, écrit et dessiné par Eiji Masuda, est publié en avant-première le 31 janvier 2013 dans le magazine Weekly Shōnen Champion. Le premier volume relié est publié par Akita Shoten le 7 juin 2013 et seize tomes sont commercialisés le 1er avril 2016.

## Anime
L'adaptation en anime a été annoncée en janvier 2015. Elle est produite au sein du studio TMS Entertainment avec une réalisation par Yasutaka Yamamoto, un scénario de Kenichi Yamashita et des compositions de Akito Matsuda. La série est diffusée initialement à partir du 7 juillet 2015 sur TV Tokyo au Japon et en simulcast sur J-One et Anime Digital Network dans les pays francophones.
- L'animé ne possède pas de doublage français mais possède un doublage breton.